# Zelindopsis nudapex
Zelindopsis nudapex är en tvåvingeart som först beskrevs av Charles Howard Curran 1940.  Zelindopsis nudapex ingår i släktet Zelindopsis och familjen parasitflugor. Inga underarter finns listade i Catalogue of Life.